# Nenggai zhai manlu
Die Pinselnotizen mit dem Titel Nenggai zhai manlu (chinesisch 能改齋漫錄 / 能改斋漫录, Pinyin Nénggǎi zhāi mànlù – „Zwanglose Aufzeichnungen aus dem Studio der Wandelbarkeit“) wurden von Wu Zeng (吳曾 / 吴曾, bl. 1127–1160) in der Zeit der Südlichen Song-Dynastie verfasst. Das Werk umfasste 20 Hefte (juan).

## Inhalt (Auswahl)
Der Inhalt ist nach 13 Sachgruppen eingeteilt:
- Anfang der Dinge (shìshǐ 事始)
- Korrektur der Irrtümer (biànwù 辨誤 / 辨误)
- Begebenheiten (shìshí 事實 / 事实)
- Geographie (dìlǐ 地理)
- Diskussionen (yìlùn 議論 / 议论)
- Yuefu-Dichtungen (yuèfǔ 樂府 / 乐府)

usw.
Oft sind es textkritische Untersuchungen. Darin ist etliches literaturgeschichtliches Material aus der Tang-Dynastie und Song-Dynastie erhalten.

## Ess- und Trinkkultur
Das Buch ist ebenfalls eine wichtige Quelle zur Geschichte der chinesischen Ess- und Trinkkultur, insbesondere der Tang- und der Song-Dynastie.

## Qin Hui
Allerdings war der Autor von dem Politiker Qín Huì (秦檜 / 秦桧) (1090–1155) abhängig, in dem Buch sind viele Tatsachen auf den Kopf gestellt und das Amt des Qin Hui wird verherrlicht.

## Verlorene Kapitel
Die heutige Ausgabe umfasst 18 Hefte (juan), bereits verloren ist ein humoristischer Abschnitt („huīxié tánxuè 詼諧談謔 / 诙谐谈谑“).

## Alte Drucke und moderne Ausgaben
Das Werk ist in vielen alten Büchersammlungen (congshu) und auch in der Buchreihe zur chinesischen Ess- und Trinkkultur namens Zhongguo pengren guji congkan enthalten. Eine moderne korrigierte und interpunktierte Ausgabe ist 1979 im Verlag Shanghai guji chubanshe (上海古籍出版社) erschienen, darin sind zusammengetragene Textstellen aus Büchern der Zeit der Song-Dynastie und Yuan-Dynastie sowie aus der Enzyklopädie Yongle dadian (永樂大典 / 永乐大典) enthalten.